# Cinémathèque de Tanger

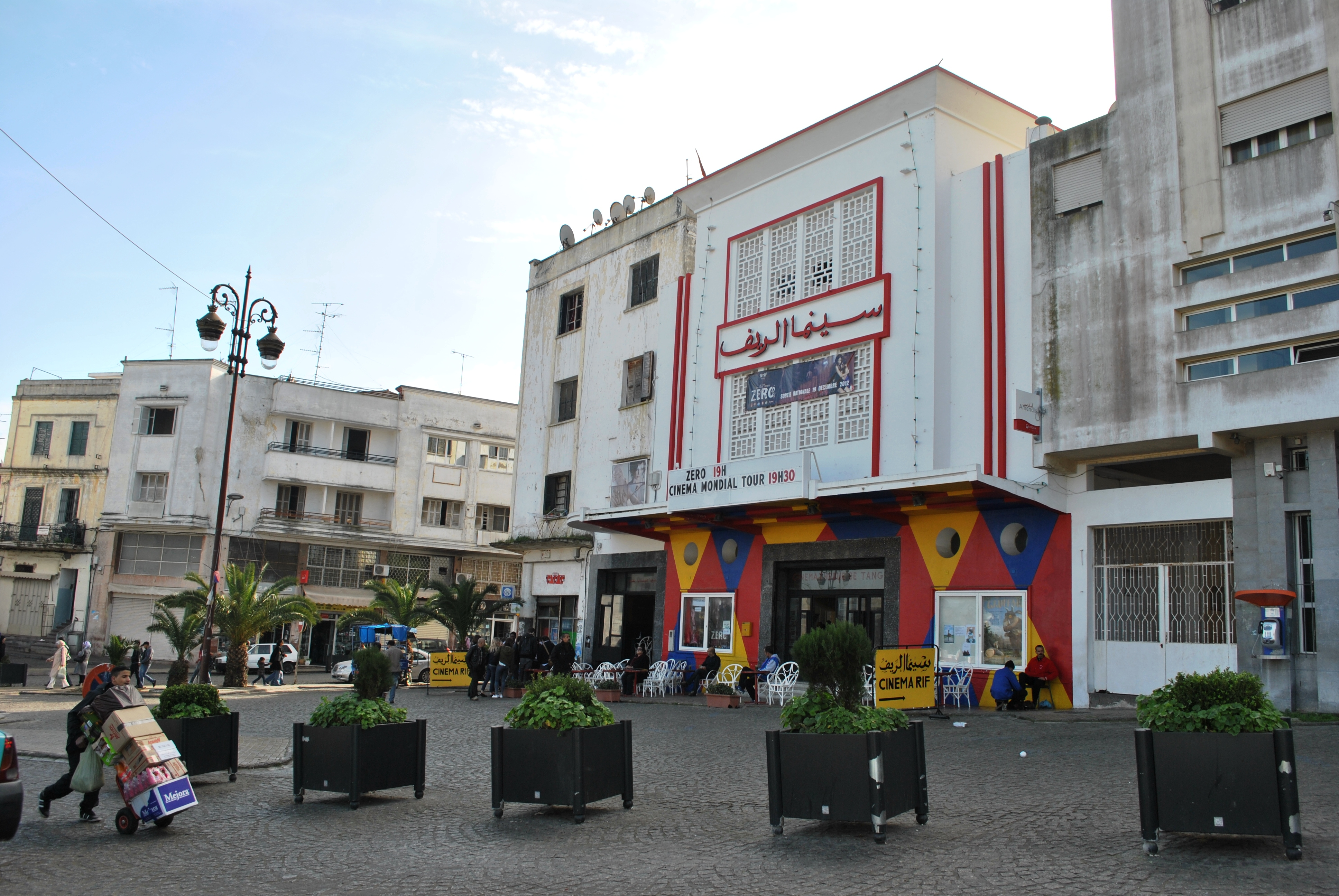
El edificio en 2013.

La Cinémathèque de Tanger (CDT) es una sala de cine enfocada en el cine de arte en Tánger, Marruecos. El CDT fue fundado por la artista Yto Barrada en 2006 y está ubicado dentro del edificio art decó del antiguo Cine Rif, restaurado por el arquitecto francés Jean-Marc Lalo, en el Gran Zoco. Es el primer cine independiente y archivo cinematográfico del norte de África.
El responsable de la programación del CDT es el artista Sido Lansari.
El CDT ofrece proyecciones de películas contemporáneas y clásicas de diferentes países, así como talleres, clases magistrales, una cafetería y un archivo. La institución sin fines de lucro también es socia fundadora de la Red de Cines de Arte Árabes (NAAS) con sede en Beirut, capital del Líbano, y está asociada a la Federación Internacional de Archivos Fílmicos.
En la exposición Album: Cinémathèque Tanger, a project by Yto Barrada, realizada en el Centro de Arte Walker de Mineápolis entre 2013 y 2014, se incluyó material documental acerca de la historia y el impacto cultural de la Cinémathèque de Tánger.